# Roswell High
Roswell High è una serie di romanzi di fantascienza per ragazzi scritta da Melinda Metz e pubblicata dalla Pocket Books. I dieci libri della serie raccontano le avventure di tre alieni adolescenti e dei loro amici umani, che frequentano l'immaginaria "Ulysses F. Roswell High" a Roswell, nel Nuovo Messico. I libri sono serviti come ispirazione per la serie televisiva Roswell (1999–2002), che a sua volta ha generato undici romanzi spin-off. Nel 2018 è stata prodotta una seconda serie televisiva, Roswell, New Mexico (2019-in produzione), ispirata agli stessi romanzi.

## Personaggi

### Alieni
- Max Evans: Giovane alieno alto dagli occhi azzurri e i capelli biondi. È innamorato di Liz da quando era un ragazzo.
- Isabel Evans: Giovane aliena alta dagli occhi azzurri e i capelli biondi. È la sorella di Max ed è innamorata di Alex.
- Michael Guerin: Alieno con occhi marroni e capelli neri. È innamorato di Maria.
- Ray Iburg: Proprietario dell'UFO Museum. Deceduto.
- Nikolas Branson: Alieno con occhi e capelli castani. È innamorato di Isabel. Deceduto.

### Umani
- Liz Ortecho: compagna di classe di Max.
- Maria DeLuca: Migliore amica di Liz fin dall'infanzia. Ha capelli biondi ed occhi azzurri ed ha una relazione sentimentale con Michael.
- Alex Manes: Miglior amico di Liz e Maria. Ha una relazione sentimentale con Isabel.
- Kyle Valenti: Figlio dello sceriffo di Roswell.
- Jim Valenti: Padre di Kyle Valenti, Sceriffo di Roswell e agente del "Project Clean Slate" che dà la caccia e studia gli alieni.
- Adam

## Sviluppo
La Pocket Books creò l'idea principale per la serie Roswell High. Metz e la sua compagna di scrittura Laura J. Burns hanno creato la storia di base dei primi sei libri.

## Libri della serie
- The Outsider (1998)
- The Wild One (1998)
- The Seeker (1999)
- The Watcher (1999)
- The Intruder (1999)
- The Stowaway (2000)
- The Vanished (2000)
- The Rebel (2000)
- The Dark One (2000)
- The Salvation (2000)